# Sinagoga grande corale (San Pietroburgo)

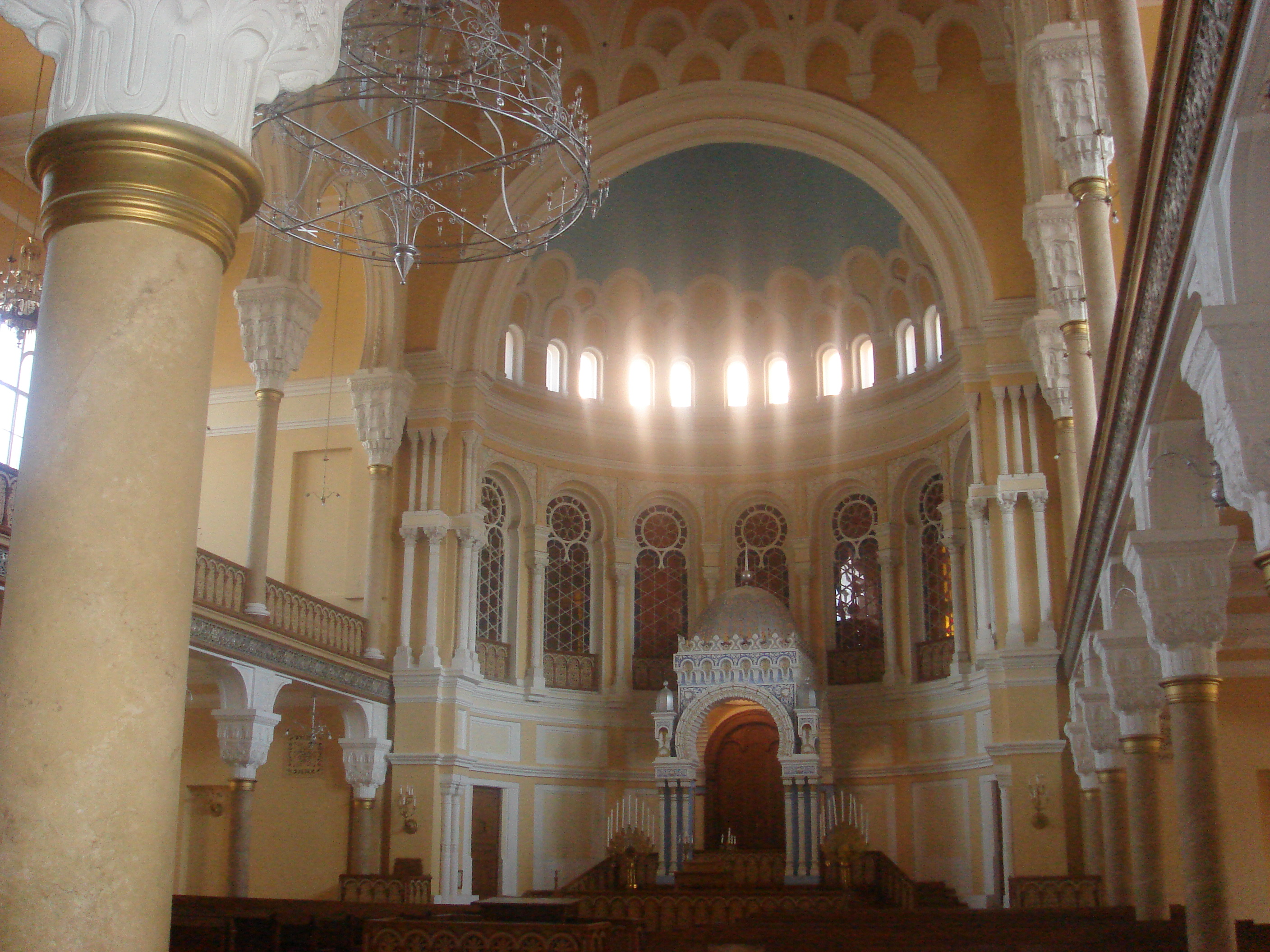
L'interno.

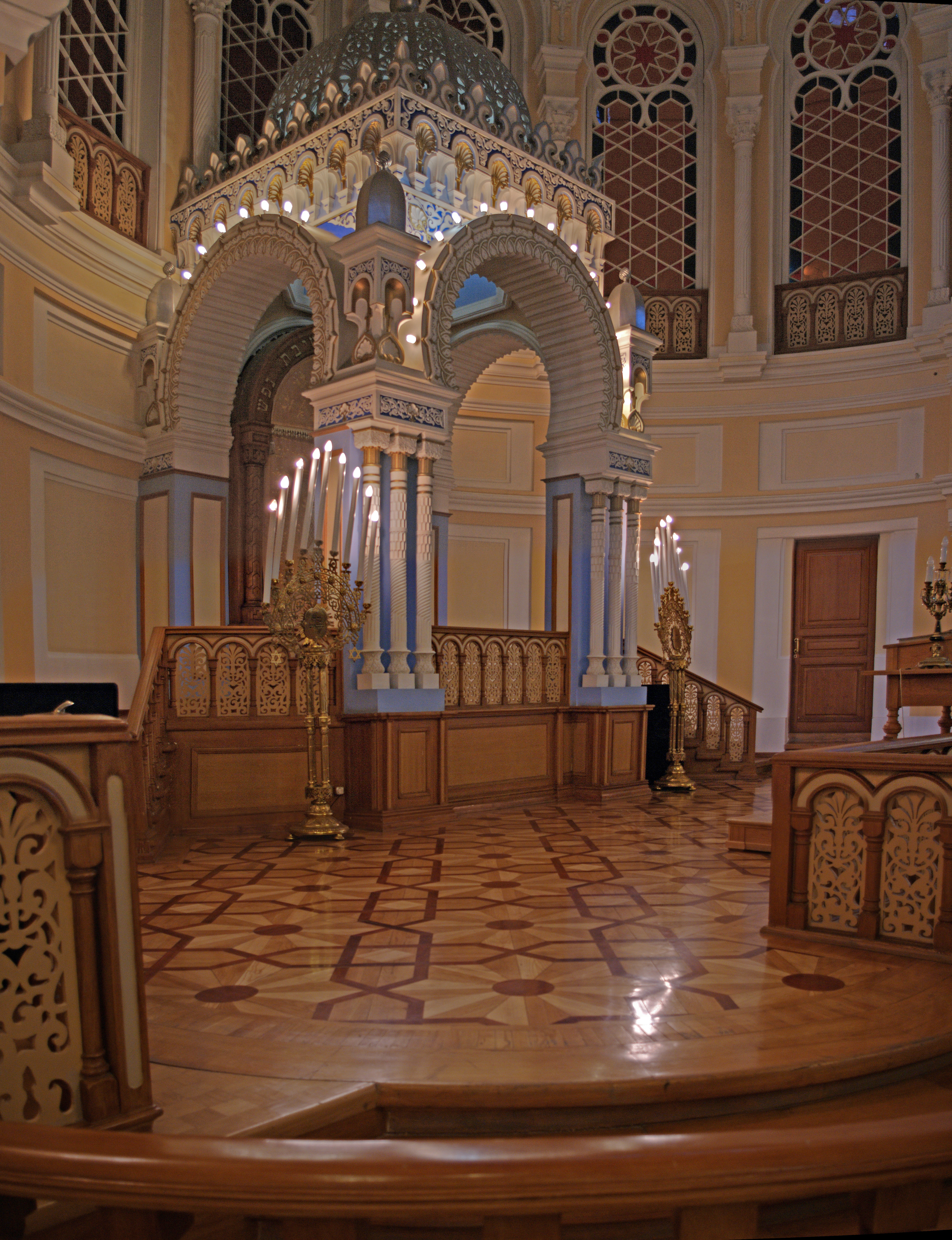
L'arca.

La sinagoga grande corale di San Pietroburgo, costruita tra il 1883 e il 1893 in stile neomoresco, è la sinagoga maggiore di San Pietroburgo, in Russia, ed una delle più grandi d'Europa.

## La costruzione
Una piccola comunità ebraica si era già stabilita a San Pietroburgo fin dalla fine del XVIII secolo. Durante la prima metà del XIX secolo furono gradualmente attenuate le restrizioni che fino ad allora avevano limitato la residenza degli ebrei a San Pietroburgo, consentendo a un numero crescente di categorie, quali soldati in pensione, ma poi anche persone con titolo di studio, commercianti e artigiani specializzati, di risiedere nella città. In breve tempo la comunità ebraica di San Pietroburgo conobbe un fortissimo incremento demografico che rese necessaria la costruzione di una grande sinagoga.
Il 1º settembre 1869 lo zar Alessandro II di Russia acconsentì al progetto di costruzione di una sinagoga centrale. Cominciarono i preparativi. Nel 1879 si acquistò finalmente il terreno e si mise mano al progetto. La sinagoga fu disegnata da un gruppo di architetti (L. Bakhman, I.I Shaposhnikov, e V.A. Shreter), sotto la supervisione di Vladimir Vasil'evič Stasov e Nicholas Benois per conto delle autorità imperiali.
I lavori si protrassero dal 1883 al 1893. Il 13 ottobre 1886 poté già essere inaugurata la piccola sinagoga, destinata a servire come luogo di culto fino al completamento della grande sala e quindi ad essere utilizzata come oratorio. Gli esterni furono completati con l'erezione della cupola nel 1888, ma ci vollero altri 5 anni per le decorazioni interne. Finalmente, l'8 dicembre 1893 poté svolgersi la solenne cerimonia di inaugurazione, 24 anni dopo il permesso ricevuto dalla zar Alessandro II di Russia.

## L'architettura
La commissione di architetti ed esperti incaricati della costruzione optò per uno stile neomoresco con contaminazioni neobizantine, secondo la moda allora predominante nella costruzione delle sinagoghe del tempo. Il modello forse più influente fu quello della sinagoga nuova di Berlino, che era stata completata nel 1866.
La facciata tripartita è scandita da torrette moresche. Sull'ingresso si erge la grande cupola. L'interno è a tre navate con le gallerie del matroneo su tre lati e l'arca sulla parete di fondo.

## La storia della sinagoga, dalla costruzione ad oggi
Fino alla prima guerra mondiale, la sinagoga operò a pieno regime. La sua sala di 1.200 posti spesso si rivelò insufficiente ad accogliere i fedeli. Numerose organizzazioni sociali e caritative avevano i loro uffici presso la sinagoga.
Dopo la rivoluzione d'ottobre, il nuovo regime impose forti limitazioni alla libertà di culto che culminarono nel 1930 con la chiusura (temporanea) della sinagoga e l'esproprio (permanente) dei suoi beni. Nel 1941 le autorità comuniste programmarono di trasformare la sinagoga in teatro; il progetto fu interrotto solo dallo scoppio della guerra.
Durante l'assedio di Leningrado (1941-1943) la sinagoga rimase aperta e fu danneggiata dai continui bombardamenti.
Nel dopoguerra le misure antireligiose si intensificarono, ma la sinagoga non cessò di rimanere un punto di riferimento importante per la numerosa comunità ebraica.
In vista delle Olimpiadi di Mosca del 1980 la sinagoga entrò nella lista degli edifici di interesse artistico da conservare e così per la prima volta dal 1917 si effettuarono piccoli lavori di manutenzione e restauro. Con il revival di interesse negli anni Ottanta riguardo all'identità ebraica nuove generazione si accostarono alla sinagoga e ne fecero il proprio luogo di incontro. Con gli anni della perestrojka il clima era ormai radicalmente cambiato. Oltre 13.000 persone parteciparono al festival internazionale dei cantori tenutosi alla sinagoga nel maggio 1988. Nel 1992 riprese l'attività didattica per i giovani.
Importanti lavori di restauro furono compiuti tra il 2000 e il 2005 che hanno non solo restituito l'edificio al suo originario splendore ma hanno migliorato l'efficienza generale della struttura. Oggi la sinagoga è di nuovo al centro di molteplici attività religiose, didattiche, sociali ed educative.